# Erik Adolf von Willebrand
Erik Adolf von Willebrand, född 1 februari 1870 i Vasa, död 12 december 1949 i Pernå, var en finlandssvensk läkare.
Han studerade i Vasa och Helsingfors och disputerade 1899 på avhandlingen Zur Kenntnis der Blutveränderungen nach Aderlassen som behandlade förändringar i blodet vid stora blodförluster.
Under åren 1897–1900 var han verksam som assisterande läkare vid Diakonianstaltens sjukhus i Helsingfors och föreläste 1901–1903 i anatomi. År 1903 blev han docent i fysisk terapi vid Helsingfors universitet och fem år senare blev han även docent i invärtes medicin. Åren 1922–1931 var han chefsläkare vid Diakonianstaltens sjukhus i Helsingfors.
Han har givit namn åt von Willebrands sjukdom och proteinet von Willebrands faktor.